# Jerzy Szymański (prokurator)
Jerzy Szymański (ur. 24 kwietnia 1950 w Kutnie) – polski prokurator, w latach 2007–2010 zastępca Prokuratora Generalnego, w 2009 pełniący obowiązki Prokuratora Krajowego.

## Życiorys
Absolwent Wydziału Prawa Uniwersytetu Mikołaja Kopernika w Toruniu. Aplikację prokuratorską odbył w latach 1971–1973 w Prokuraturze Powiatowej w Toruniu. Był następnie wiceszefem i szefem Prokuratury Rejonowej w Grudziądzu. W czerwcu 1999 został oddelegowany do pracy w Biurze ds. Przestępczości Zorganizowanej Prokuratury Krajowej. W lutym 2000 przeszedł do Prokuratury Apelacyjnej w Gdańsku. W czerwcu 20004 został prokuratorem Prokuratury Krajowej w Biurze ds. Przestępczości Zorganizowanej. W 2005 został członkiem Rady Konsultacyjnej Prokuratorów Europejskich w Radzie Europy w Strasburgu (CCPE).
21 listopada 2007 powołany na stanowisko zastępcy Prokuratora Generalnego. Od 21 stycznia do 6 marca 2009 jednocześnie pełnił obowiązki Prokuratora Krajowego. Po rozdzieleniu funkcji ministra sprawiedliwości i prokuratora generalnego zachował tymczasowo stanowisko. Wkrótce potem (w 2010) zakończył pełnienie funkcji zastępcy Prokuratora Generalnego, pozostając jednocześnie prokuratorem w tym urzędzie. Został w PG dyrektorem Departamentu do Spraw Przestępczości Zorganizowanej i Korupcji.